# The Red Light District
The Red Light District (engl. für: „das Rotlichtviertel“) ist das fünfte Soloalbum des US-amerikanischen Rappers Ludacris. Es erschien am 7. Dezember 2004 über die Labels Disturbing tha Peace und Def Jam Recordings.

## Produktion
Bei dem Album fungierten Ludacris selbst und Chaka Zulu als ausführende Produzenten. Timbaland produzierte zwei Lieder des Albums, während die Musikproduzenten DJ Green Lantern, Organized Noize, Needlz, Icedrake, DK All Day, LT Moe, Craig King, Vada Nobles, DJ Toomp, Heazy und Salaam Remi je ein Instrumental beisteuerten. Weitere Beats stammen von The Medicine Men, Tic Toc, Polow da Don und Donnie Scantz. Außerdem wurde der Bonussong von der Rockband Sum 41 produziert.

## Covergestaltung
Das Albumcover zeigt Ludacris, der in Rot-weiß gekleidet ist und einen roten Hut trägt. Er sieht den Betrachter an und zündet einen Geldschein an. Im unteren Teil des Bildes befinden sich die Schriftzüge Disturbing tha Peace Presents, Ludacris und The Red Light District in Rot bzw. Grau. Das gesamte Cover besitzt einen grauen Rahmen.

## Gastbeiträge
Auf acht bzw. neun Liedern des Albums sind neben Ludacris andere Künstler vertreten. So ist der Rapper DMX am Song Put Your Money beteiligt, während auf Blueberry Yum Yum der Sänger Sleepy Brown zu hören ist. Der Track Virgo ist eine Kollaboration mit den Rappern Nas und Doug E. Fresh, und bei Who Not Me haben Small World sowie Dolla Boy Gastauftritte. Außerdem arbeitet Ludacris auf Spur of the Moment mit DJ Quik und Kimmi J. zusammen, während er auf Child of the Night von dem Sänger Nate Dogg unterstützt wird. Des Weiteren haben die Rapper Bobby Valentino auf Pimpin’ All Over the World und Trick Daddy auf Hopeless Gastbeiträge, und auf dem Bonustrack Get Back (Rock-Version) tritt die Rockband Sum 41 in Erscheinung.

## Titelliste
| #  | Titel                      | Gastmusiker            | Produzent                   | Länge |
| -- | -------------------------- | ---------------------- | --------------------------- | ----- |
| 1  | Intro                      |                        | Timbaland                   | 1:25  |
| 2  | Number One Spot            |                        | DJ Green Lantern            | 4:34  |
| 3  | Get Back                   |                        | The Medicine Men, Tic Toc   | 4:30  |
| 4  | Put Your Money             | DMX                    | Icedrake                    | 4:13  |
| 5  | Blueberry Yum Yum          | Sleepy Brown           | Organized Noize             | 3:55  |
| 6  | Child of the Night         | Nate Dogg              | DK All Day                  | 5:01  |
| 7  | The Potion                 |                        | Timbaland                   | 3:55  |
| 8  | Pass Out                   |                        | Needlz                      | 4:21  |
| 9  | Skit                       |                        |                             | 0:55  |
| 10 | Spur of the Moment         | DJ Quik, Kimmi J.      | LT Moe                      | 4:15  |
| 11 | Who Not Me                 | Small World, Dolla Boy | Craig King                  | 4:56  |
| 12 | Large Amounts              |                        | Vada Nobles                 | 4:33  |
| 13 | Pimpin’ All Over the World | Bobby Valentino        | Polow da Don, Donnie Scantz | 5:29  |
| 14 | Two Miles an Hour          |                        | DJ Toomp                    | 4:45  |
| 15 | Hopeless                   | Trick Daddy            | Heazy                       | 5:05  |
| 16 | Virgo                      | Nas, Doug E. Fresh     | Salaam Remi                 | 3:28  |

Bonus-Song der Download-Version:
| #  | Titel                   | Gastmusiker | Produzent | Länge |
| -- | ----------------------- | ----------- | --------- | ----- |
| 17 | Get Back (Rock-Version) | Sum 41      | Sum 41    | 4:11  |

## Chartplatzierungen und Singles
The Red Light District stieg am 25. Dezember 2004 auf Platz 1 in die US-amerikanischen Albumcharts ein und konnte sich 42 Wochen in den Top 200 halten. Im Vereinigten Königreich erreichte das Album Rang 98 und in der Schweiz Position 91, wogegen es sich in Deutschland nicht in den Charts platzieren konnte.
Als Singles wurden die Lieder Get Back, Number One Spot, The Potion und Pimpin’ All Over the World ausgekoppelt.

## Verkaufszahlen und Auszeichnungen
The Red Light District wurde in den Vereinigten Staaten für über zwei Millionen verkaufte Einheiten im Jahr 2005 mit Doppelplatin ausgezeichnet. Außerdem erhielten die Singles Get Back und Number One Spot sowie der Song Blueberry Yum Yum in den USA für je mehr als 500.000 Verkäufe eine Goldene Schallplatte.

| Land/Region                  | Auszeichnungen für Musikverkäufe (Land/Region, Auszeichnung, Verkäufe) | Verkäufe  |
| ---------------------------- | ---------------------------------------------------------------------- | --------- |
| Kanada (MC)                  | Gold                                                                   | 50.000    |
| Vereinigte Staaten (RIAA)    | 2× Platin                                                              | 2.000.000 |
| Vereinigtes Königreich (BPI) | Silber                                                                 | 60.000    |
| Insgesamt                    | 1× Silber · 1× Gold · 2× Platin ·                                      | 2.110.000 |

Hauptartikel: Ludacris/Auszeichnungen für Musikverkäufe